# Зоротовичі
Зорото́вичі —  село в Україні, у Самбірському районі Львівської області. Населення становить 527 осіб. Орган місцевого самоврядування - Добромильська міська рада.

## Історія
Вперше згадується як власність руського боярина Ходка Бибельського у грамоті короля Казимира ІІІ від 25 липня 1361 року під назвою «Узворотвичи». Відповідно до тексту грамоти село належало предкам Ходка, ще з часів князя Лева та інших руських князів.

## Фотографії

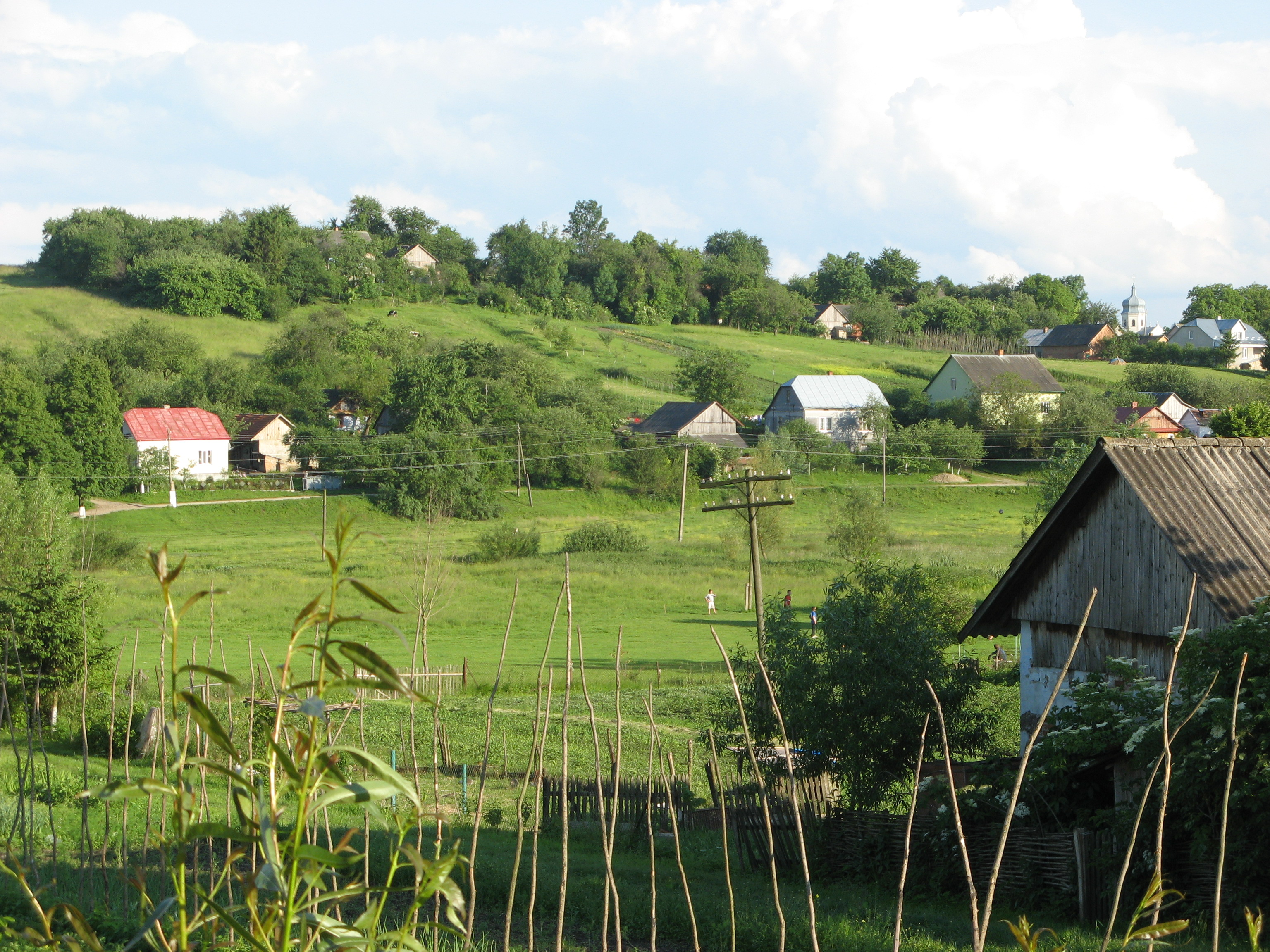
Північна частина села
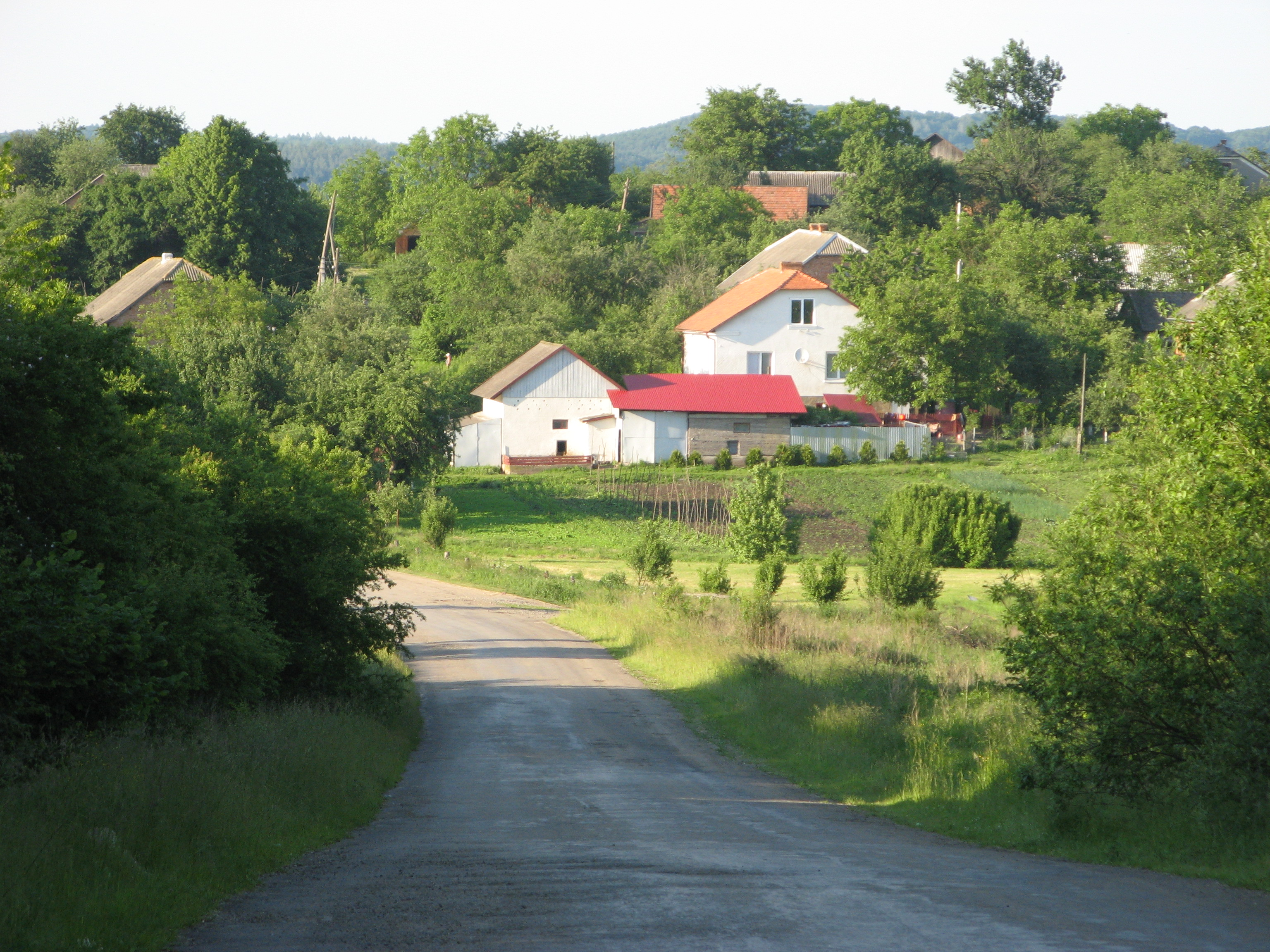
Південна частина села